# Çeçil (formaggio)
Il çeçil (pr. "cecil") o civil (in turco) o chechil (in armeno; Չեչիլ) è un formaggio a stringa in salamoia morbido e salato prodotto con latte vaccino scremato. 

## Storia e diffusione
Il çeçil è un formaggio originariamente armeno,  e viene ancora oggi fabbricato sull'altopiano armeno, in Turchia, dove è molto popolare, e poi in Armenia, dove viene chiamato chechil. Inoltre viene prodotto in Siria. La zona di produzione turca comprende le provincie di Erzurum, Kars, Ardahan e Iğdır. In Turchia è chiamato anche sacak, dil, örgü, husats o tel per via della sua forma filata, che ricorda il filo del telefono.  Nel mondo occidentale, il chechil panir viene spesso chiamato formaggio armeno o siriano. I rifugiati armeni che si stabilirono in Siria dopo il genocidio armeno del 1915 lo introdussero nel paese. In Russia è molto popolare come abbinamento alla birra nei bar.

## Produzione
La cagliata viene immersa in un bagno di siero di latte caldo, quindi viene impastata e stirata fino alla consistenza flessibile desiderabile. Il çeçil è stagionato in salamoia e spesso affumicato prima del consumo. A volte viene mescolato con formaggio di tipo cottage o con vari formaggi a pasta dura, e viene conservato in barattoli o otri di pelle.

## Caratteristiche
Ha una consistenza che si avvicina a quella della mozzarella o del sulguni e viene prodotto sotto forma di corde dense, arrotolate in una figura a otto di spesse corde a treccia. Si tratta di un formaggio impastato o tirato, e l'arte del casaro consiste nello stirarlo in strisce sottili in modo da produrre una "consistenza da petto di pollo". Il formaggio è spesso venduto intrecciato in spesse corde. Il formaggio ha poco grasso, e il suo contenuto di sodio è superiore rispetto a quello degli altri formaggi. Esso può essere mangiato anche in presenza di muffa.

### Contenuto di nutrienti
- grasso - 5-10 %
- acqua  - 58-60 %
- sale   - 4-8 %

A causa del suo basso contenuto di grassi, il çeçil viene spesso usato come alimento dietetico.